# Karel Drbohlav (matematik)
Karel Drbohlav (20. března 1927 Praha – 16. listopadu 1995 Praha) byl český matematik a vysokoškolský pedagog, v letech 1990 až 1993 děkan Matematicko-fyzikální fakulty Univerzity Karlovy (MFF UK).
V roce 1946 složil maturitní zkoušku na reálném gymnáziu a téhož roku tak zahájil studium na Přírodovědecké fakultě Univerzity Karlovy (PřF UK), když se zaměřil na odbornou matematiku. Studium absolvoval v roce 1952, ale už předtím na fakultě začal v roce 1950 působit jako odborný asistent. V roce 1952 se pak stal odborným asistentem na nově vzniklé Matematicko-fyzikální fakultě Univerzity Karlovy, kde působil na Katedře algebry a geometrie. V roce 1966 získal titul doktora věd, když byla jeho disertační práce, díky které chtěl získat kandidátský titul, uznána za tak kvalitní, že mu byl udělen titul o řád vyšší. V letech 1966 až 1967 studoval na Brandeis University v Massachusetts v USA.
V roce 1967 se habilitoval. V letech 1970 až 1973 působil jako proděkan fakulty pro vědu a výzkum a v roce 1977 byl jmenován profesorem. Kromě MFF UK působil také dále na PřF UK a na Pedagogické fakultě Univerzity Karlovy. V roce 1990 byl zvolen děkanem MFF UK, když ve funkci nahradil Pavla Lukáče. Ve funkci setrval do své rezignace v červnu 1993 v důsledku postupující nemoci. Ve funkci děkana jej tehdy nahradil Bedřich Sedlák. 
Byla mu udělena medaile Za zásluhy o rozvoj Univerzity Karlovy, medaile MFF UK, medaile Masarykovy univerzity a VUT v Brně. Drbohlav zemřel dva roky po své rezignaci v listopadu 1995 v Praze. Pohřben byl na hřbitově ve Střešovicích.